# Christoph Knoll
Christoph Knoll (* 1563 in Bunzlau; † 1630 in Sprottau) war ein deutscher Kirchenlieddichter.

## Leben und Werk
Nachdem Christoph Knoll, der in Bunzlau 1563 als Sohn eines Schuhmachers geboren wurde, auf Schulen in Bunzlau und Görlitz seine Vorbildung erfahren hatte, immatrikulierte er sich 1583 an der Universität Frankfurt an der Oder und im Folgejahr an der Universität Wittenberg. Während dieser Zeit setzte er sich bereits mit Mathematik und Astronomie auseinander. 1584 oder 1586 wurde er Signator in Sprottau. Seit 1591 wirkte er dort als Diakon. Sein Sohn wurde Pfarrer zu Wittgendorf.
Während der Pest verfasste Knoll 1599 sein geistliches Sterbelied Herzlich thut mich verlangen nach einem selgen End. Knolls Lied fand noch zu seinen Lebzeiten Verbreitung. Im Liederbuch Harmoniae sacrae (Görlitz 1613) erschien der Text erstmals der Melodie von Hans Leo Haßlers Liebeslied Mein G’müt ist mir verwirret kontrafaziert. Derselben Melodie wurde später auch von Johann Crüger der Text O Haupt voll Blut und Wunden von Paul Gerhardt unterlegt.

## Werke
- Trostbüchlein oder Praxi articulorum de resurrectione carnis et vita aeterna (ohne Jahr, ohne Ort)
- Herzlich thut mich verlangen nach einem selgen End (1599)
- Calendarium generale perpetuum (Liegnitz 1619)
- Im Leben und im Sterben